# Javier Gallego
Javier Gallego Garrido «Crudo» (Madrid, 1975) es un periodista, músico y poeta español, especialmente conocido por dirigir y presentar el programa Carne cruda.

## Biografía
Javier Gallego es licenciado en Periodismo y máster en radio por la Universidad Complutense de Madrid. Ha presentado diversos programas radiofónicos como De 9 a 9 y media en cadena SER, No somos nadie en M80 Radio o Especia Melange en Radio 3, donde también participó en el equipo de producción del serial Cuando Juan y Tula fueron a Siritinga, dirigido por Carlos Faraco, durante la dirección de Federico Volpini.

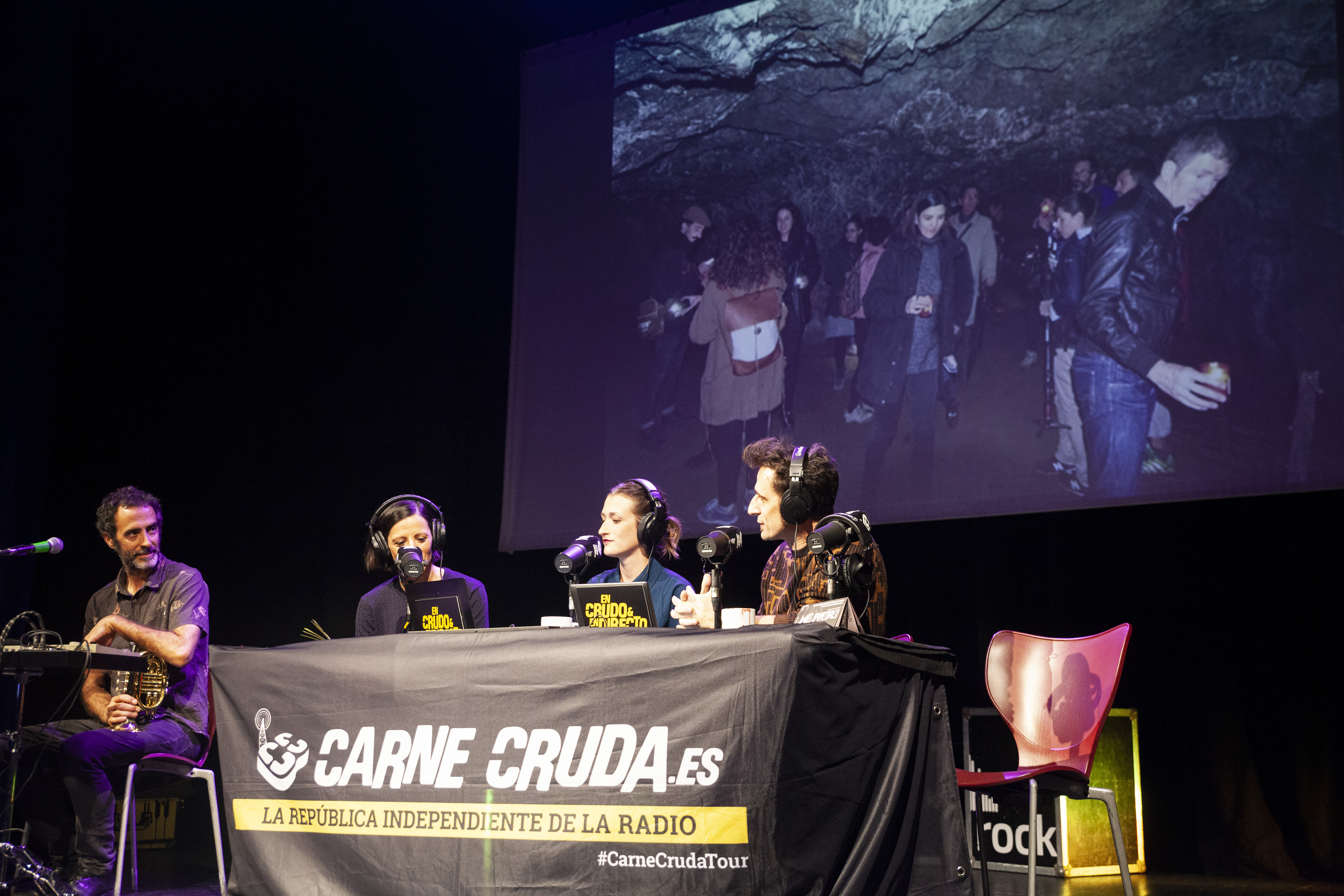
Javier Gallego presentando Carne Cruda.

En televisión, ha conducido junto a Pepa Bueno Esta mañana en TVE y guionizado Caiga quien caiga en La Sexta.
Desde 2009 dirige Carne cruda, recibiendo el Premio Ondas 2012 al mejor programa de radio.
Además de su trabajo en medios de comunicación, es batería de la banda Forastero y ha grabado cinco discos con los grupos Dead Capo, Insecto y My Criminal Psycholovers. También ha escrito varios libros de poemas y colaborado en otras tantas publicaciones.

## Libros
- La caída del imperio (2024).[8]
- El grito en el cielo (2016).[9]
- Abolición de la pena de muerte (2013).[10]
- Lo llevamos crudo (2012).[11]

### Colaboraciones
- Como si nunca hubieran sido (2018).[12]
- Reaccionados: propuestas económicas, sociales y legales para hacer posible otro mundo (2015).[13]
- El relaxing café con leche y otros hitos de la marca España (2013).[14]
- Simpatía por el relato: antología de cuentos escritos por roqueros (2010).[15]
- Trelatos. Ficcionario de Radio 3 (2003).[16]